# Лапло
Лапло́ (фр. Lapleau, окс. La Plèu) — коммуна во Франции, находится в регионе Лимузен. Департамент — Коррез. Административный центр кантона Лапло. Округ коммуны — Тюль.
Код INSEE коммуны — 19106.
Коммуна расположена приблизительно в 400 км к югу от Парижа, в 95 км юго-восточнее Лиможа, в 32 км к востоку от Тюля.

## Население
Население коммуны на 2008 год составляло 393 человека.
| 1962 | 1968 | 1975 | 1982 | 1990 | 1999 | 2008 |
| ---- | ---- | ---- | ---- | ---- | ---- | ---- |
| 593  | 586  | 542  | 516  | 514  | 525  | 393  |

## Экономика
В 2007 году среди 237 человек в трудоспособном возрасте (15-64 лет) 153 были экономически активными, 84 — неактивными (показатель активности — 64,6 %, в 1999 году было 63,8 %). Из 153 активных работали 136 человек (79 мужчин и 57 женщин), безработных было 17 (8 мужчин и 9 женщин). Среди 84 неактивных 7 человек были учениками или студентами, 50 — пенсионерами, 27 были неактивными по другим причинам.

## Достопримечательности
- Виадук Роше-Нуар[фр.] (1911 год). Памятник истории с 2000 года[8]
- Замок XVII века. Памятник истории с 1975 года[9]

## Фотогалерея

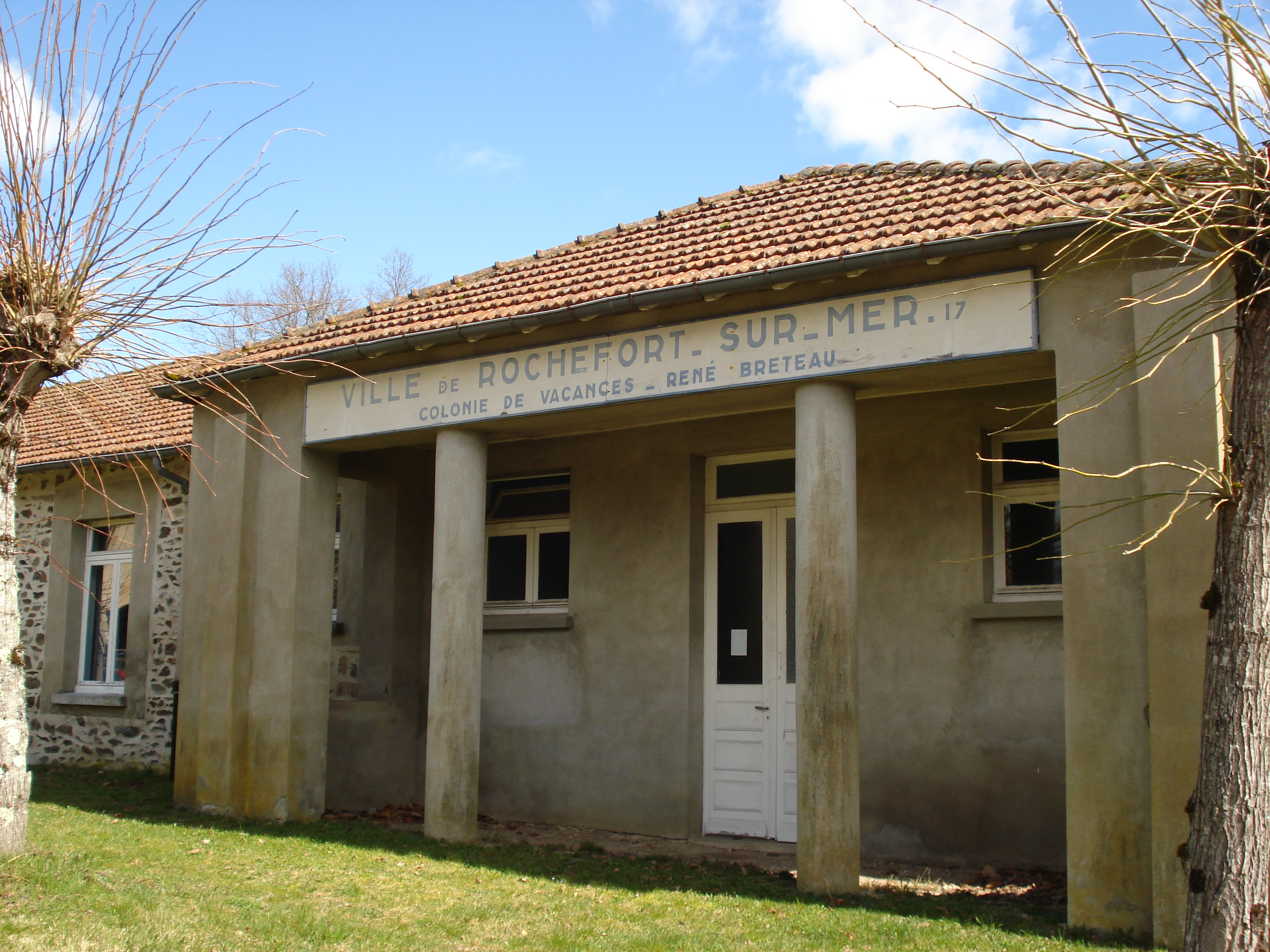
Бывшая колония
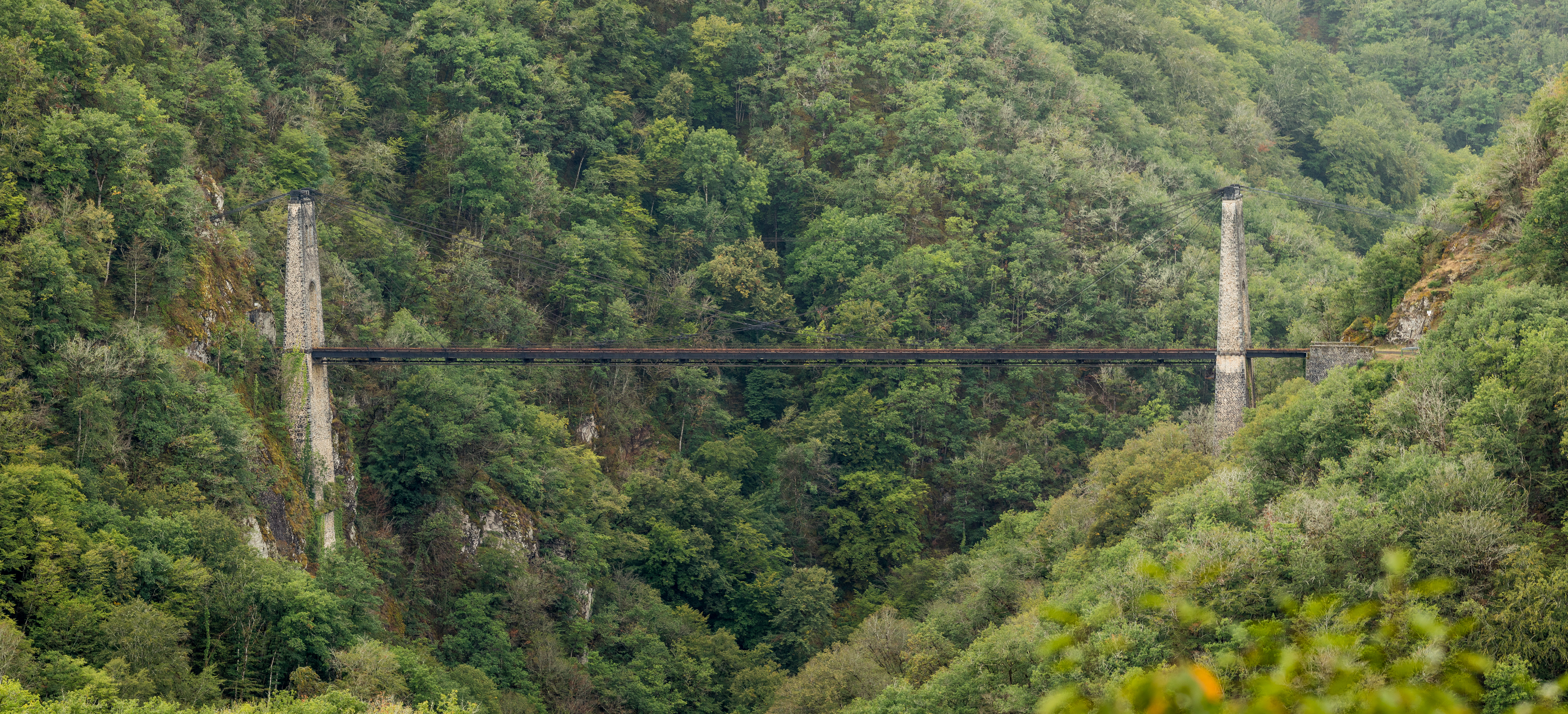
Виадук Роше-Нуар
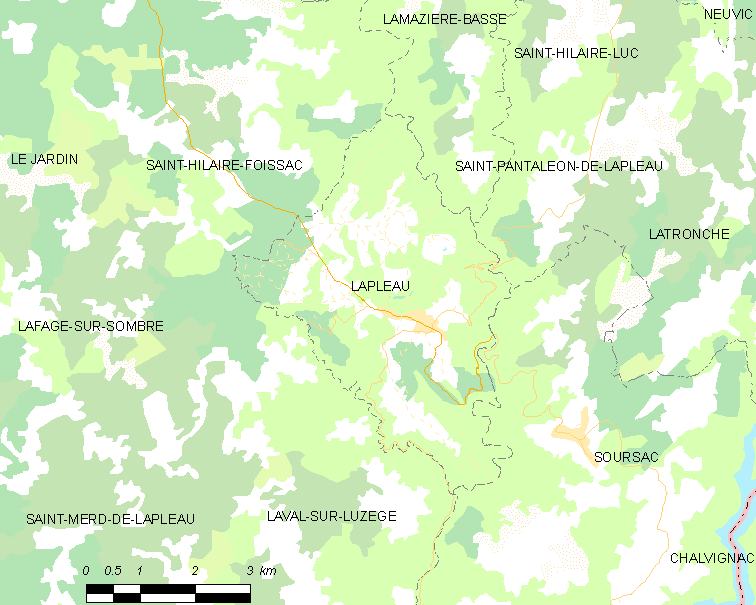
Карта коммуны